# Histoire de l'aviation sanitaire
 (juin 2022).

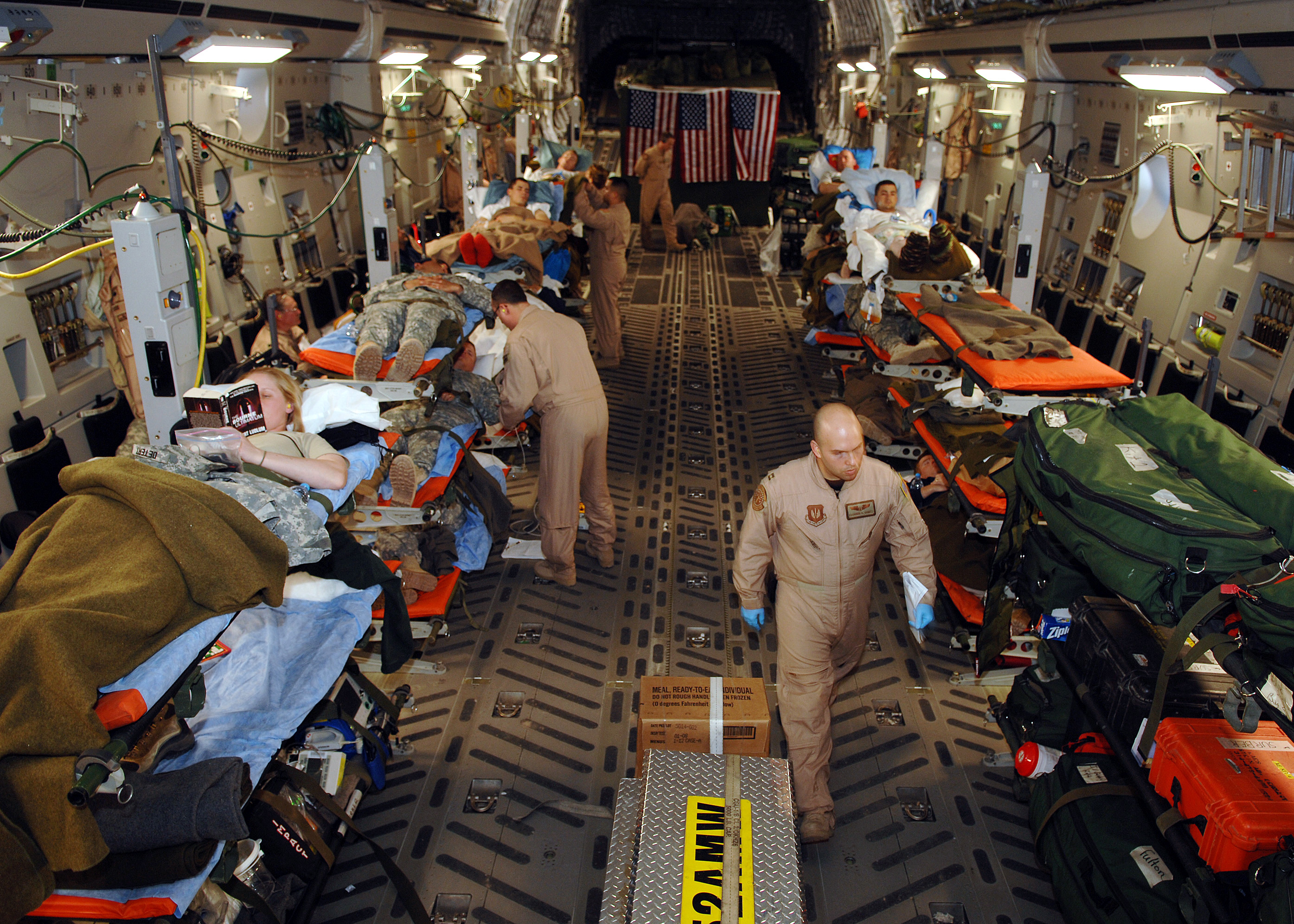
Soute d'un McDonnell Douglas C-17 Globemaster III de l'USAF utilisé pour l'évacuation sanitaire durant la guerre d'Irak.

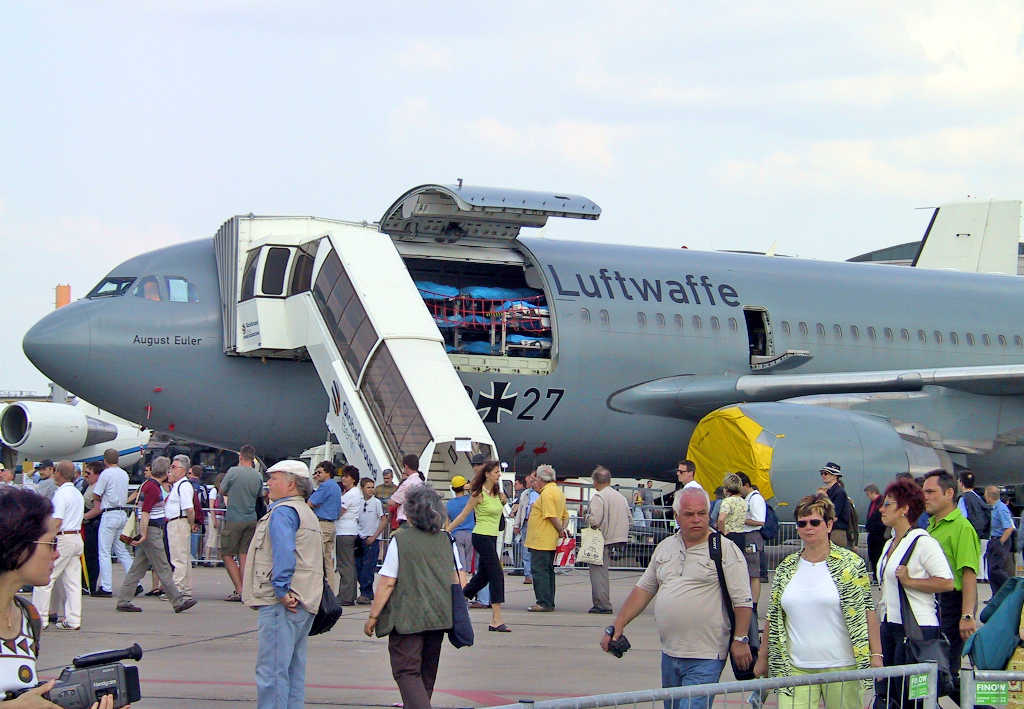
Airbus A310 MRT d'évacuation sanitaire aérienne de la Deutsche Luftwaffe en 2002.

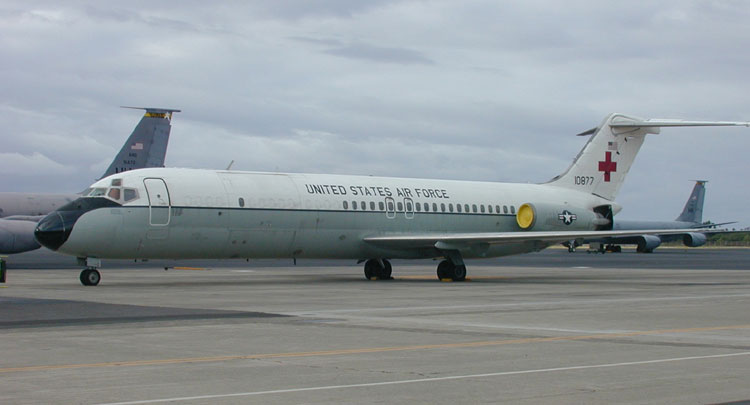
C-9 Nightingale, version militaire médicalisé du Douglas DC-9. 21 exemplaires en service entre 1968 et 2004.

L’aviation sanitaire représente une étape dans l’histoire de la médecine et plus particulièrement dans l'histoire de la médecine aéronautique.
Au cours des guerres, la rapidité de l'évacuation des blessés pour leur appliquer un traitement précoce a toujours été considérée comme un facteur déterminant de leur survie. La maîtrise de la troisième dimension a ouvert de nouvelles possibilités. C’est ainsi que les services médicaux aériens sont nés et se sont développés au cours des guerres du XXe siècle, bénéficiant à la fois de l’amélioration des performances des aéronefs et des progrès de la médecine hospitalière.
Le savoir-faire acquis sur les champs de bataille a été mis ensuite au service de l’ensemble de la population civile et militaire.

## Origines

### Projets non aboutis
À la fin du XIXe siècle, le médecin général de l'armée néerlandaise de Moy avait imaginé de transporter des blessés dans de larges nacelles suspendues à des ballons tractés par des chevaux. Mais ceci n’a jamais été réalisé et il n’y a jamais eu de transport de malades ou blessés dans des ballons libres ou captifs.

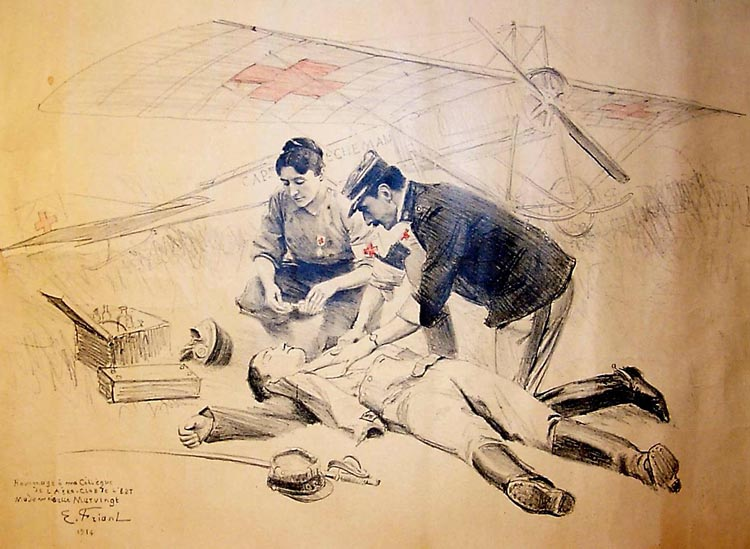
Dessin d'Émile Friant de Marie Marvingt et de son projet d'ambulance aérienne, 1914

En 1910 le Dr Duchaussoy, fondateur de l’association des Dames françaises, propose un prix pour la réalisation d’un avion ambulance. Le projet d’avion ambulance de Marie Marvingt et l’ingénieur Louis Béchereau, futur concepteur du SPAD, n’a pas de suite malgré la maturité de son projet, l’entreprise chargée de sa fabrication ayant fait faillite. L'avant-projet de Ribes et Julliot en 1912 ne dépasse pas le stade de maquette.
Si aucun de ces projets n’a pu aboutir, c’est qu'il y avait discussion au début du siècle sur le concept de propriété du domaine aérien et de protection juridique internationale des avions sanitaires.
Le sénateur Reymond, médecin et pilote, présente au Sénat un projet tout autre consistant à utiliser l’avion pour repérer les blessés sur le terrain. Il en fait la démonstration lors des grandes manœuvres de l’automne 1912 mais sa mort dans les tout premiers mois de la guerre ne lui permettra pas d’en promouvoir le concept.

### Premières évacuations sanitaires aériennes d’opportunité
Ce nom a parfois été donné aux évacuations effectuées sur des avions d’arme biplace non aménagés pour le transport de blessés. Elles étaient le fait d’initiatives locales indépendamment de toute organisation médicale planifiée. De ce fait, leur décompte n’a jamais été réalisé de façon précise.
On s’accorde pour considérer que la première du genre s’est déroulée au Royaume de Serbie en novembre 1915, où l'escadrille française MF 99 S équipé de Farman MF.11 commandée par le commandant Dangelzer évacue une douzaine de blessés sur le trajet Prizren, Shkodër, Aleso durant la campagne de Serbie,.
Le 15 janvier 1919 au protectorat français au Maroc, l’évacuation entre Ksar el Souk et l’hôpital de Bou Denib du général Poemyrau blessé au thorax accueilli par le général Lyautey et le professeur Tufier venu le soigner fit grand bruit, étant donné la personnalité de l’intéressé.
Moins connues sont les 18 évacuations, effectuées au Maroc en 1918, rapportées par le médecin major Epaulard, et surtout celles, très nombreuses, décomptées entre 1919 et 1921 par le colonel Denain commandant l’aéronautique au Levant français.

### L'avion Dorand AR, premier avion ambulance
Pendant la Grande Guerre, l’idée est reprise par le docteur et député Eugène Chassaing qui propose de transformer un avion déjà existant en avion ambulance au lieu d’en fabriquer un de toutes pièces. Cette solution avait l’avantage d’être beaucoup plus simple et moins onéreuse que les projets précédents. Il présenta son projet à l’Assemblée nationale le 23 février 1917 puis dans la presse. Grâce au soutien de Justin Godart, ministre du Service de santé, un avion Dorand AR, petit biplan à armature en bois déclassé sur le plan opérationnel, lui fut attribué.

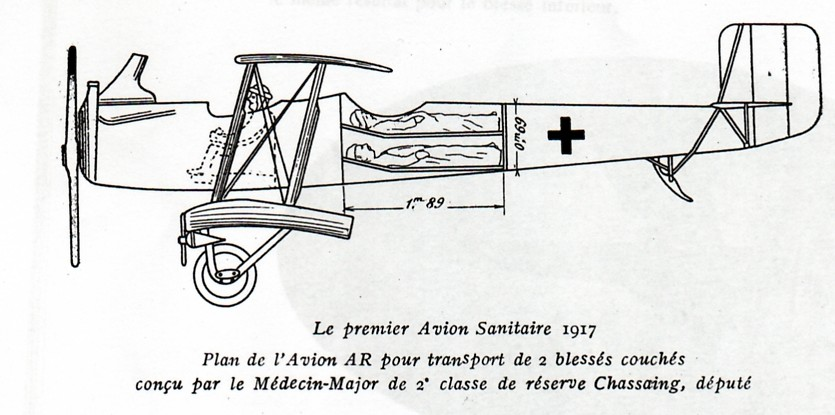
Version sanitaire du Dorand AR selon le docteur et député Eugène Chassaing.

L’aménagement réalisé par le capitaine Dalsace consistait à installer deux brancards superposés dans le fuselage en supprimant le poste du mitrailleur. La première expérience eut lieu le 22 septembre 1917 à Villacoublay et la présentation officielle quelques jours plus tard en présence de J. Godart. Le mois suivant, d’autres démonstrations furent effectuées près du Moulin de Laffaux dans la région de Soissons occupée par la 6e armée. Le journal l'Opinion du 10 novembre 1917 qualifia Chassaing de « père de l’avion sanitaire ».

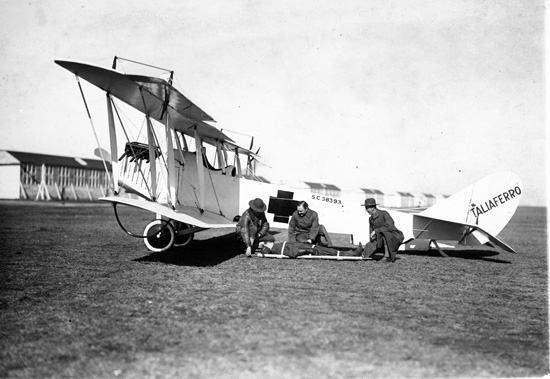
Une version ambulance d'un Curtiss JN-4 américain lors d'un exercice en 1918.

À la demande du général Lyautey, Résident général au Maroc, Chassaing se rend dans ce pays en octobre 1918 pour y étudier les conditions d’emploi de l’avion à des fins sanitaires. Avec le lieutenant-colonel Cheutin, commandant le 37e régiment d’aviation, ils élaborent une tactique sanitaire comportant l’évaluation des besoins qui sont fixés à 24 avions pour l’ensemble du territoire, la création de pistes de secours, la coordination entre les troupes au sol et les moyens aériens, la priorité accordée aux communications téléphoniques concernant les évacuations médicales, la prise en charge des patients non seulement militaires mais aussi civils.
Pour débuter, six autres avions AR furent aménagés de la même façon, dont quatre destinés au Maroc. Mais ils étaient peu performants, peu fiables, difficiles à entretenir faute de pièces de rechange et finalement peu adaptés à une utilisation opérationnelle. Bien que disponibles au printemps 1918, ils ne furent utilisés qu’à deux reprises au Maroc, le 27 janvier et le 7 avril 1919 pour évacuer quatre blessés.
Des essais d'avions ambulances sont effectués également par d'autres pays durant ce conflit.

## Aviation sanitaire en temps de guerre

### Aviation sanitaire au Maroc et au Levant
Après les démonstrations de 1917 et les premières réalisations au début de 1919, l’intérêt de l’avion sanitaire n’était plus discuté. Mais il fallait trouver un autre appareil plus performant que le Dorand AR.
La guerre 1914-1918 étant terminée, de nombreux avions étaient désormais sans emploi et destinés à la casse bien qu’étant encore en relatif bon état. C’était le cas des Breguet XIV. Chassaing obtint du sous-secrétariat d'État de l’aéronautique que soixante d’entre eux soient aménagés en version sanitaire avec chargement latéral pour deux brancards superposés.
Les premiers exemplaires furent livrés au printemps 1921, vingt à Casablanca et seize au Levant. Il s’agissait du Breguet XIV type A2. Après la première utilisation le 29 mai 1921 au Maroc, les évacuations sanitaires aériennes entrèrent très rapidement dans la pratique courante, ce qui conduisit Cheutin à dire lors du premier congrès international de l'aviation sanitaire en 1929 que cette date « marquait le début de l’aviation sanitaire organisée ».
Deux ans plus tard, un nouveau modèle entra en service, le Breguet XIV Tbis Limousine. Plus spacieux et chauffé, il améliora considérablement le confort des blessés. Il était cependant plus délicat à piloter en raison de l’emplacement de la cabine de convoyage en avant du poste de pilotage.
Ces deux appareils furent remplacés à partir de 1929 par des avions plus performants : le Hanriot H.43 (en) et le Potez 29. Dans les endroits difficiles d’accès avec des pistes d’atterrissage très courtes, on utilisait le Hanriot HD.14 et le Bloch MB.80, avions plus légers ne transportant qu’un seul blessé.
En additionnant les données annuelles publiées par le médecin colonel Schickelé entre 1920 et 1938, on arrive à un total de 4 617 évacuations au Maroc et 2 359 au Levant.
On a considéré que le tiers des évacués devait la vie à l’aviation sanitaire. La question des indications ou contre-indications à l’évacuation par la voie aérienne n’a guère fait l’objet de commentaires à l’époque car il n’y avait pas d’alternative. C’était soit la civière et le cacolet à dos de mulet pendant des heures voire deux ou trois jours avec le développement de l’infection et de la gangrène, soit l’avion avec parfois quelques incidents pour les thoraciques et les abdominaux qui ne supportaient pas toujours les effets des variations rapides de la pression barométrique lors des évolutions de l’avion.
Sur le plan aéronautique, ces évacuations étaient considérées comme difficiles. Elles étaient confiées aux pilotes les plus confirmés. Parmi ceux-ci, on retrouve Jean Mermoz affecté à Alep au début de sa carrière.
Ainsi, la France a été le premier pays au monde à mettre en œuvre l’aviation sanitaire en situation opérationnelle sur une grande échelle, sous l'impulsion des médecins capitaines Albert Chemin et Jean Vial. Par ailleurs, Marie Marvingt fut invitée à organiser l'aviation sanitaire civile au Maroc en 1934, qu'elle présidera ensuite.

### Aviation sanitaire en France entre les deux guerres mondiales
Les succès des premiers Breguet XIV sanitaires aux colonies firent école en métropole. Le médecin colonel Robert Picqué, chirurgien, médecin chef de l’hôpital militaire de Talence, s’employa entre 1922 et 1927 à mettre en place une organisation sanitaire aérienne dans le Sud-ouest de la France qu’il souhaitait étendre ensuite à tout le pays. Deux, puis trois avions de type Breguet XIV et Hanriot HD.14 ainsi qu’un pilote attitré, Goegel, avaient été mis à sa disposition sur la base aérienne de Cazaux. Une quinzaine de terrains avaient été repérés et aménagés selon ses indications auprès des principales agglomérations de la région permettant aux avions d’aller récupérer malades et accidentés pour les conduire à Bordeaux afin de les traiter. Il fut un promoteur passionné de l’aviation sanitaire, multipliant ses interventions en France et à l’étranger lors des différents congrès médicaux. Si bien que sa mort accidentelle le 1er juin 1927 dans la commune de Marcheprime à l’occasion d’une évacuation aérienne suscita une intense émotion qui fit de lui l’apôtre de l’aviation sanitaire.
Une autre doctrine d’emploi de l’avion à des fins sanitaires fut proposée par un industriel, Nemirovski, associé au docteur Tilman. Elle consistait à amener par voie aérienne l’équipe chirurgicale avec ses moyens opératoires auprès des blessés pour les traiter sur place au lieu de les transporter vers un centre hospitalier. À cette fin, il aménagea plusieurs appareils dont un avion de bombardement, le Voisin. Baptisée « Aérochir », cette réalisation n’eut guère de succès. L’idée en sera reprise bien plus tard lors de la création des antennes chirurgicales aéroportées.
Sur le plan juridique, Juliot, juriste de formation, fut le principal artisan de l’application des conventions de la Croix-Rouge internationale à l’aviation sanitaire. Ceci fut acquis en 1929 avec l’article 18 de la convention de Genève qui assurait en cas de guerre la garantie de la neutralité aux avions sanitaires.
Plusieurs associations virent le jour : « la ligue nationale pour les transports sanitaires » présidée par Le Troquer ancien ministre, « les amis de l’avion ambulance (AAA)» fondée par Marie Marvingt et Robert Charlet. Un « comité permanent des congrès internationaux de l’aviation sanitaire » fut créé à l’Aéro-Club de France.
Apôtre de longue date de l’assistance aérienne, Marie Marvingt contribue à l’organisation en 1929 à Paris du premier Congrès international de l’Aviation sanitaire, présidé par Lyautey et accueillant les représentants d'une quarantaine de nations. D'autres évènement suivront : les « Journées d’aviation sanitaire coloniale » tenues à Paris en 1931 à l’occasion de « l’Exposition coloniale internationale », puis les congrès internationaux de Madrid en 1933, de Bruxelles en 1935 ainsi que d’autres réunions de moindre importance en France ou à l’étranger. Lors de ces réunions scientifiques, la plupart des modèles d’avions sanitaires existant ou en projet étaient exposés.
Un film fut réalisé par la société d’éditions cinématographique Éclair-Journal à l’instigation de la Ligue des sociétés de Croix-Rouge. Intitulé Les ailes qui sauvent, écrit et réalisé par Marie Marvingt qui y apparait comme actrice, le tournage eut lieu en partie au Maroc. Il fut présenté le 1er août 1934.

### Aviation sanitaire pendant la Seconde Guerre mondiale
Le nombre de combattants engagés pendant la Deuxième Guerre mondiale ainsi que l’étendue et la variété des territoires concernés ont atteint une dimension exceptionnelle. Le chiffre des victimes mortes ou blessées n’a jamais été dépassé.
La nouveauté pour l’aviation sanitaire a été d’avoir à faire face à des flux très importants de blessés. C’est dire combien les problèmes liés à leur évacuations ont été considérables bien qu’occultés en grande partie par l’aspect opérationnel des combats qui tenait le devant de la scène.

#### Dans l’armée française
La rapidité de l’avance allemande en mai et juin 1940 n’a pas permis d’utiliser les quelques avions Caudron Luciole prévus pour évacuer les blessés.
Pendant les deux années qui suivirent, les avions sanitaires étaient détenus par le Service civil de liaison aérienne : sept bimoteurs C.449 Goéland (pour quatre brancards) et six monomoteurs Potez 29 (pour deux brancards ). Ils ne furent que peu utilisés, essentiellement au profit de patients civils.
Lors du débarquement des alliés en Afrique du Nord, le 8 novembre 1942, plusieurs de ces avions seront détruits ou endommagés. Après le ralliement des troupes françaises, quelques-uns de ces appareils seront récupérés et utilisés au printemps 1943 pendant la campagne de Tunisie pour convoyer un peu plus de 800 blessés du front tunisien sur Alger via l’hôpital du Kef.
Mais la grande nouveauté pour l’aviation sanitaire était d’avoir à évacuer de grands nombres de victimes dans des temps limités. Pour y répondre les Alliés avaient mis sur pied une organisation dont la plaque tournante était le « Holding hospital », soit « hôpital de transit aérien ». Cette formation d’une centaine de lits, ou plus en cas de nécessité, regroupait les blessés traités dans les hôpitaux de l’avant et les transférait par avion gros porteur sur l’arrière afin de désengorger le front. Installée sous tente sur un terrain d’aviation, au plus près de la piste à laquelle elle était reliée par un taxiway, elle assurait le chargement direct des blessés dans l’avion en évitant l’étape ambulancière souvent source d’incidents et consommatrice de temps. Les patients qui y étaient regroupés étaient en principe stabilisés, mais pour être en mesure de faire face à tout imprévu cette formation était pourvue de moyens médicaux, chirurgicaux, radio, laboratoire. Entièrement autonome (gestion administrative, transport, entretien, subsistance) elle pouvait suivre sans assistance particulière les troupes au fur et à mesure de leurs déplacements.
Aux côtés des Alliés, un contingent médical et des pilotes français participèrent, avec ce type de formation, aux évacuations effectuées après la bataille du Monte Cassino. Entre le 7 juin et le 14 juillet 1944, 4 500 blessés (dont 400 le 30 juin) furent transportés à l’aérodrome de Capodichino près de Naples par des Dakota dont la capacité était de 18 patients couchés. Dans un second temps, plus de la moitié fut transférée en Afrique du Nord.
Pendant la campagne d’Italie, en mai 1944, le service de santé de la 4e division marocaine de montagne évacue environ 200 blessés, à l’aide d’un Piper Cub que le médecin général Chavialle avait fait aménager de façon artisanale avec un brancard de forme losangique ajusté au fuselage de l’appareil (ce brancard est aujourd'hui exposé au musée du Val-de-Grâce à Paris).
S’inspirant du modèle du Holding hospital, le Service de santé de l’Air créa en Algérie le 1er octobre 1943 une formation dénommée « Ambulance médico-chirurgicale de l'air 401 » qui fonctionna jusqu'au 1er août 1945. Accompagnant les troupes françaises, elle partit d'Alger, débarqua à Ajaccio puis sur la plage de Saint-Raphaël. Basée à Meximieux dans l'Ain, elle détacha une antenne chirurgicale à Strasbourg lors des opérations militaires en Alsace en décembre 1944 et janvier 1945, où elle assura le traitement de 240 blessés et le transfert de 257 autres. Ses moyens furent ensuite regroupés sur la base aérienne de Mengen, dans le Wurtemberg, pour assurer le rapatriement des blessés de la 1re armée française. Le convoyage de 1 935 patients fut réalisé du 7 au 31 mai par le groupe 1/5 Touraine sur Dakota.
Le Groupement des moyens militaires de transport aérien de l’armée de l’air (GMMTA), créé en juin 1945, participa au rapatriement de nos très nombreux ressortissants retenus en Allemagne, prisonniers, travailleurs du STO, déportés. Les évacués les plus fragiles, dénutris, épuisés par les derniers mois de la guerre, et les contagieux lui furent confiés. Nombreux étaient les cas de tuberculose et de typhus dans les camps de détention qui nécessitèrent des protocoles rigoureux de désinfection pour éviter la contamination des équipages et la dissémination de l’épidémie.

#### Dans l'armée américaine

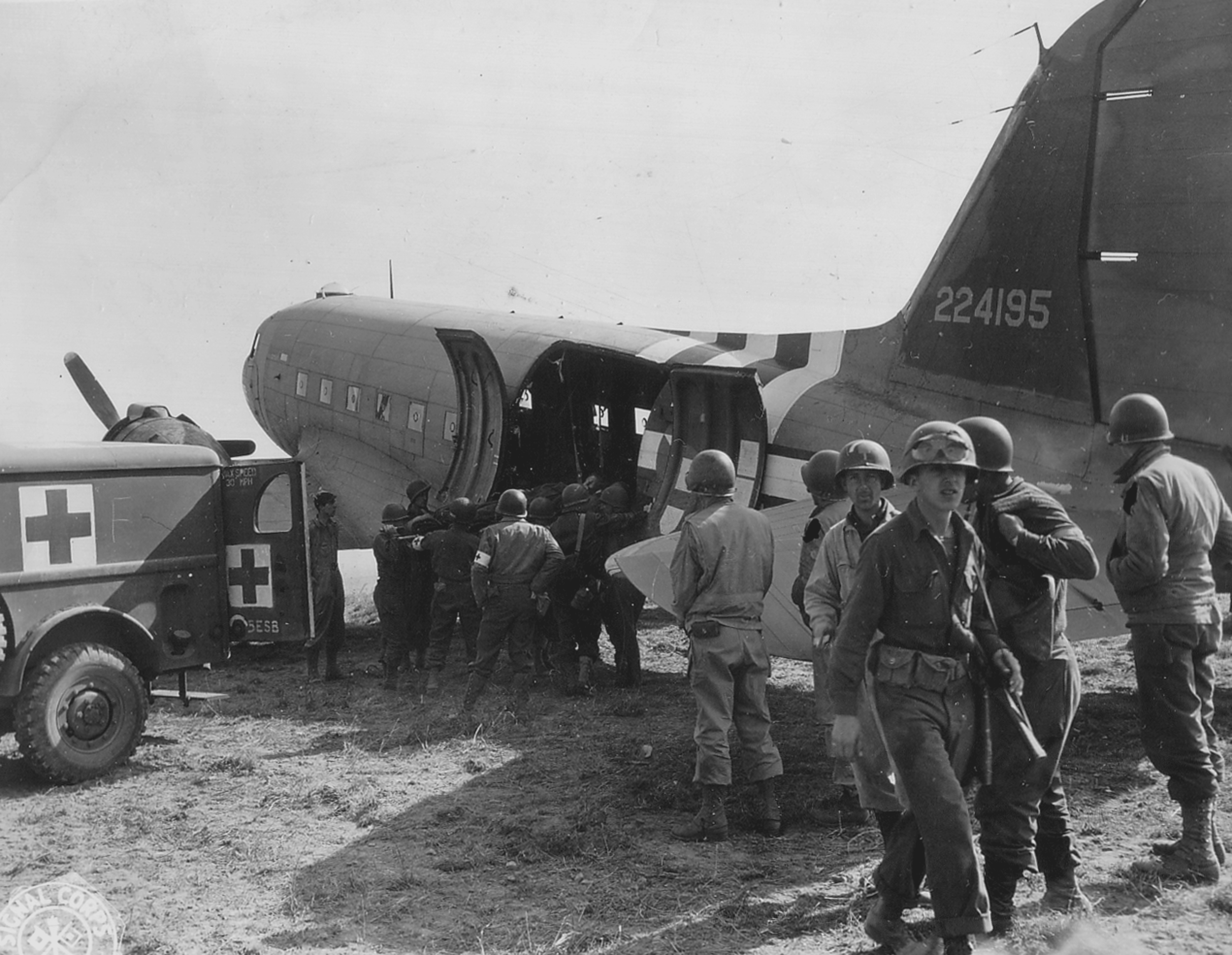
Évacuation sanitaire en Normandie, juin 1944, Saint-Laurent-sur-Mer, à bord d'un C-47.

L'intervention à de très grandes distances de leur pays a contraint les Américains à utiliser massivement la voie maritime et la voie aérienne pour transporter les blessés. La voie maritime est toujours restée prépondérante, mais la voie aérienne, considérée comme plus pratique, a pris de plus en plus d'importance au cours du temps ainsi que le montrent les données annuelles :
- en 1943 : 178 000 évacués ;
- en 1944 : 545 000 évacués ;
- en 1945 : 624 000 évacués.

### Aviation sanitaire pendant la guerre d’Indochine
Pendant la guerre d’Indochine où l’armée française fut engagée de décembre 1946 (appel d’Ho Chi Minh à l’insurrection) à juillet 1954 (accords de Genève), plusieurs types d’avions furent utilisés pour évacuer les blessés.
Des avions lourds Dakota et Amiot AAC.1 Toucan assuraient les transferts secondaires, notamment entre Hanoï et Saïgon qui disposaient de terrains d’atterrissage en mesure de les accueillir. Pour accéder aux postes isolés, on disposait du Morane-Saulnier MS.500 Criquet qui pouvait se poser sur des pistes courtes sommairement aménagées et des SCAN et Grumman Goose de la marine quand il y avait des plans d’eau à proximité. Mais c’était bien insuffisant pour porter secours aux très nombreuses unités dispersées sur le territoire, inaccessibles le plus souvent par la voie aérienne en raison des conditions géographiques et climatiques.

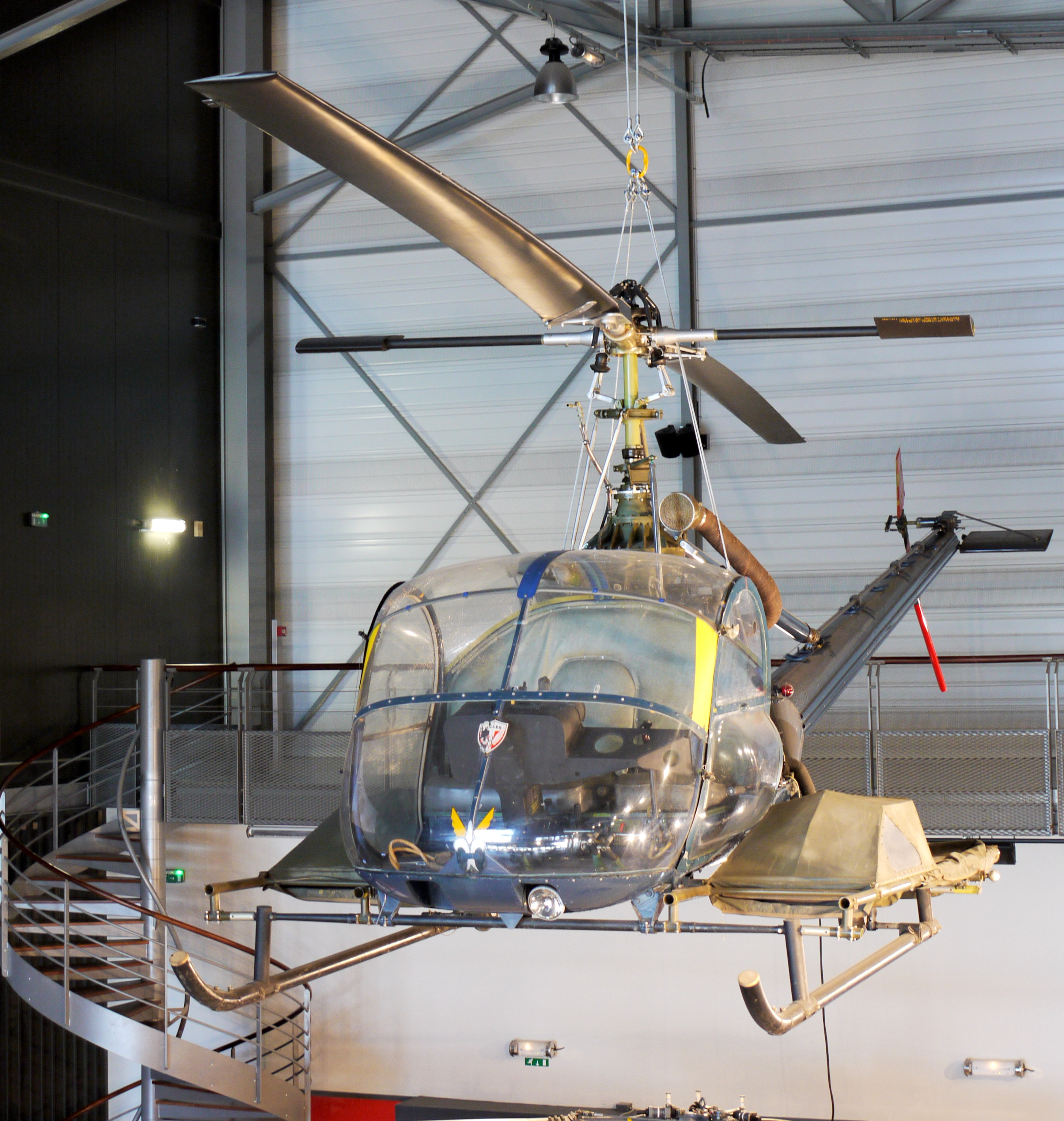
Ancien UH-12 français préservé au Musée de l'Air et de l'Espace du Bourget.

Au début de la guerre l’armée de l’air ne possédait pas d’hélicoptères. Ceci conduisit le médecin-général Robert directeur du Service de santé des armées d’Indochine à se tourner vers les États-Unis qui commençaient à en équiper leurs troupes. Sur ses crédits santé, il fit l’achat de deux Hiller 360, engins pourvus de deux nacelles extérieures pour brancard, et finançât la formation de deux pilotes et de trois mécaniciens. Ces premiers appareils furent livrés en avril 1950 et le capitaine Santini effectua la première évacuation sanitaire le 16 du mois suivant transportant deux blessés.
Aux côtés de Santini, deux autres pilotes le médecin capitaine Valérie André et l’adjudant-chef Bartier formèrent la première équipe de pilotes d’hélicoptères. Ces deux Hiller rendirent de précieux services mais ils étaient bien loin de suffire à tous les besoins. Il fallut attendre encore deux ans pour que l’armée de l’air puisse s’équiper avec de nouveaux Hiller, puis des Sikorsky S-51 auxquels succédèrent les Sikorsky S-55 plus performants et plus fiables. Ce dernier modèle, qui pouvait transporter six brancards, remplaça rapidement tous les appareils précédents.
Ils jouèrent un très grand rôle pendant les deux dernières années de la guerre. À Diên Biên Phu, n’ayant pas l’autonomie suffisante pour relier Hanoï, ils intervenaient depuis Muong Sai où se trouvait la 5e antenne chirurgicale parachutiste et où les avions venaient récupérer les blessés. Ils en évacuèrent 697 au cours des combats et 521 après la chute du camp.
Le bilan des évacuations effectuées par avion pour les sept ans et demi de guerre est de 63 065 blessés et malades sur le territoire indochinois et 14 451 rapatriés en métropole. Les hélicoptères qui n’intervinrent que pendant les quatre dernières années et surtout les deux dernières réalisèrent le transport de 11 327 patients dont 9 640 en primaire.
Sur le plan médical, la mise en condition préalable des patients fut systématiquement appliquée dans les évacuations secondaires et chaque fois que c’était possible dans les évacuations primaires . Les conduites à tenir avec les moyens de l’époque furent définies pour chaque cas particulier : blessés du crâne, du thorax, de l’abdomen, polyfracturés, polycriblés, maxillofaciaux. L’oxygénothérapie et les techniques de perfusion en vol furent mises au point et commencèrent à être utilisées, mais les moyens d’assistance respiratoire trop rudimentaires de l’époque ne furent pas mis en œuvre . L’accompagnement des patients était réalisé par les convoyeuses de l’air dont la compétence et le courage a suscité de nombreux éloges.
Il est légitime de considérer que l’emploi de l’hélicoptère en Indochine a représenté un tournant décisif dans l’histoire de l’aviation sanitaire, permettant d’intervenir à peu près partout sauf, les premiers temps, la nuit et par mauvaises conditions météorologiques.

### Aviation sanitaire en Algérie de 1945 à 1962
Après la fin de la Deuxième Guerre mondiale, quelques évacuations sanitaires aériennes furent réalisées tous les ans, des territoires du sud vers les hôpitaux de la côte, au profit de militaires et de civils avec les moyens militaires qui y stationnaient. La première intervention d’envergure eut lieu lors du séisme qui, le 9 septembre 1954, ravagea la région d’Orléansville (El Asnam aujourd’hui) faisant 1 500 morts et 14 000 blessés. L’armée française sur place, renforcée par des moyens aériens venus de métropole, intervint rapidement pour secourir la population. Des hélicoptères Bell 47G, trois Amiot AAC.1 Toucan et deux Douglas Dakota évacuèrent 396 victimes dont 147 le premier jour évitant tout embouteillage sur place. Moins de deux mois plus tard débutait la guerre en Algérie avec la Toussaint rouge.
À ce moment, les moyens aériens étaient nombreux. De nouveaux hélicoptères particulièrement performants furent mis en service : l’Alouette II (pour 2 brancards) et un hélicoptère lourd le H-34 (pour 8 brancards) qui avait la capacité de vol nocturne. Un autre hélicoptère lourd, le Piasecki H-21, fut parfois utilisé pour les évacuations sanitaires.
À côté des Dakota et AAC.1 vieillissants on vit apparaitre le Noratlas, avion très pratique (pour 18 ou 24 brancards selon la configuration) à chargement arrière par plan incliné. Les conditions opérationnelles étaient moins dangereuses qu’en Indochine et pratiquement tous les postes étaient accessibles en moins d’une heure de vol.
Les rapatriements en métropole étaient effectués à partir de 3 centres de transit aérien sur le modèle de ceux de la 2e Guerre mondiale à partir des aérodromes d’Oran-La Sénia, Constantine-Telergma et Alger-Maison Blanche. Ce dernier, le CTSA 847 (Centre de transit santé Air), joua un rôle original. En plus des missions d’évacuations classiques sur le territoire algérien et vers la métropole, il assurait une permanence pour prendre en charge les cas les plus graves. Pour ce faire, il disposait de médecins d’active et du contingent ayant déjà des compétences professionnelles en matière de réanimation ou après un stage chez le professeur Cara à l’hôpital Necker ou au Val-de-Grâce. Il était doté de divers matériel de couchage (brancards, matelas mousse, appuie dos, draps, couvertures), de médicaments, de liquides de remplissage vasculaires, de matériels d’oxygénothérapie et d’aspiration. Les cuirasses thoraciques efficaces mais encombrantes dont il était pourvu furent remplacées à partir de 1960 par un des premiers appareils portable par insufflation, le RPR (C). En 1960–61, 135 insuffisants respiratoires dont plus de la moitié de poliomyélitiques bénéficièrent de ce type d’évacuation.
Pendant cette période des progrès significatifs furent accomplis grâce à la formation du personnel, à l’adaptation des progrès accomplis en médecine d’urgence hospitalière aux conditions aéronautiques et à l’expérience acquise par la réalisation d’un grand nombre d’évacuations sanitaires aériennes dont certaines très difficiles.
Au total il y eut environ 113 000 évacués dont 55 000 évacuations primaires, 20 000 évacuations secondaires et 38 000 évacuations de rapatriement sur la métropole. Sur ces chiffres l’armée de l’air évacua 30 753 patients par hélicoptère et l'Aviation légère de l'armée de terre environ 20 000.

## Aviation sanitaire civile dans le monde
En Australie, le premier vol des Royal Flying Doctor Service, considéré comme le premier service d'ambulances aérienne civil du monde, a lieu le 17 mai 1928.

## Aviation sanitaire française hors guerre après 1945
Deux phénomènes de société liés au boom économique des Trente Glorieuses, vont relancer l’aviation sanitaire en France et dans le monde, l’accroissement de la circulation automobile et avec lui celui des victimes d’accidents de la route (environ 16 000 morts en 1970), véritable drame que l’on a comparé à une guerre et, le développement de l’aviation civile qui amène dans toutes les parties du monde des millions d’usagers dont certains seront victimes d’accidents ou de maladies et qu’il va falloir rapatrier.
Pour faire face à ces nouveaux défis en matière de médecine d’urgence, l’aviation sanitaire va donc s’organiser pour intervenir aussi bien en France que dans le monde entier.

### Interventions en France
Après la Deuxième Guerre mondiale, les évacuations sanitaires aériennes ne s’étaient que peu développées dans notre pays malgré l’impulsion initiale donnée par Robert Picqué dans les années 1920. La nécessité de disposer de pistes pour accueillir les avions constituait un handicap sérieux. Ainsi, les unités médicales mobiles créées autour des années 1960 qui opéraient en liaison avec des hôpitaux n’utilisaient pratiquement que la voie routière.
L’hélicoptère, dont la souplesse d’emploi avait été particulièrement appréciée en Indochine et en Algérie va radicalement changer les pratiques de la médecine d’urgence sur le territoire national. Dès 1968, le Pr Lareng crée le premier Service d'aide médicale urgente (SAMU) qui intervient dans le quart sud-ouest de la France avec l’appui d’hélicoptères militaires. Cette même année pendant les vacances estivales, une coopération plus élargie est instaurée avec les armées, sur les grands axes routiers de Bourgogne, de Provence, de la Côte d’Azur et des Landes avec mise à disposition d’H-34 et d’Alouette. Elle sera poursuivie l’année d’après en Midi-Pyrénées où 65 évacuations seront réalisées en dix semaines avec les Alouette III de l’aviation légère de l’armée de terre.

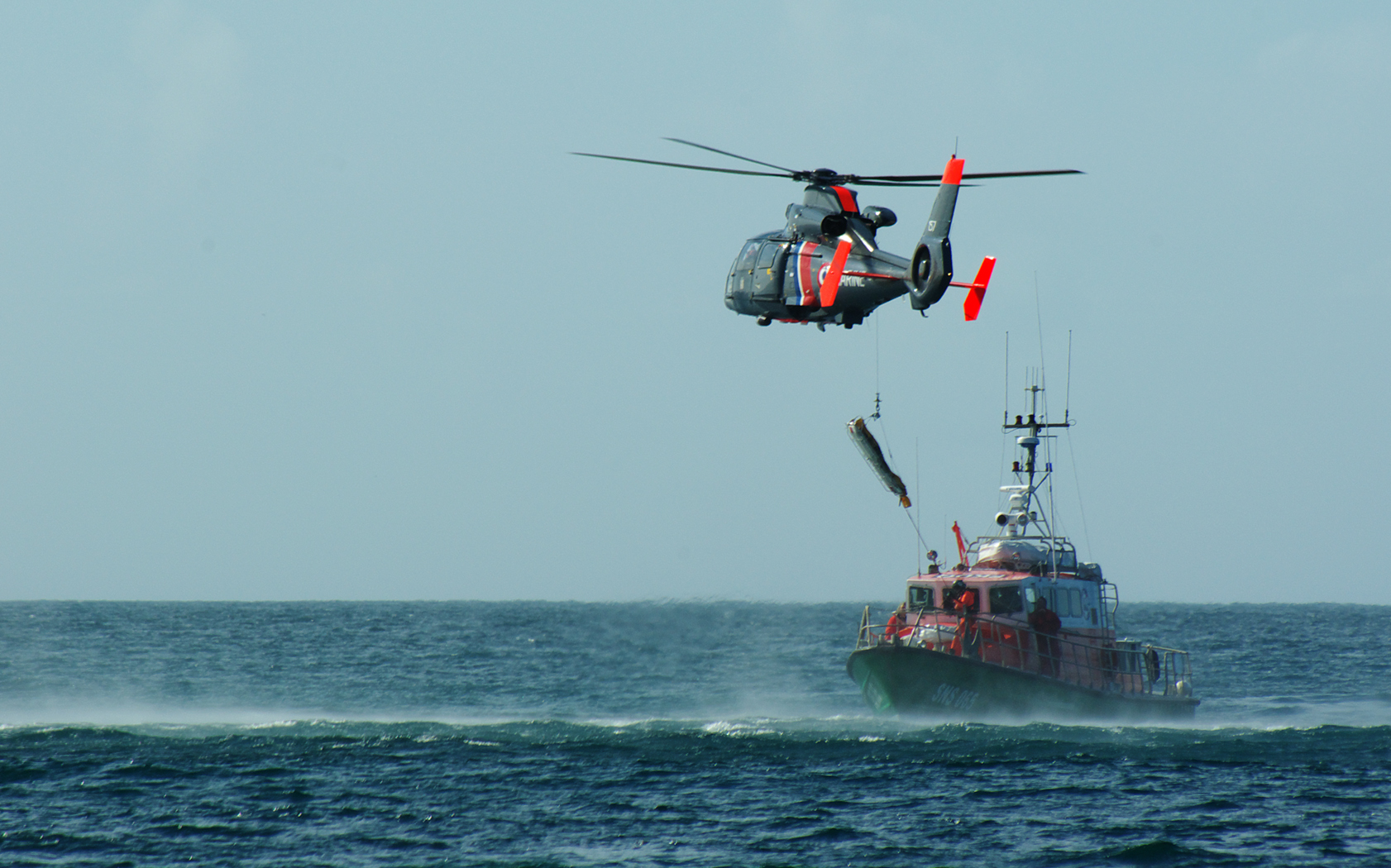
Exercice d'hélitreuillage d'un blessé par un hélicoptère Eurocopter AS365 Dauphin de la Marine nationale d'un canot tous temps de la SNSM.

Le concept de SAMU du Pr Lareng sera étendu aux départements par la loi du 6 janvier 1986 avec attribution d’un numéro d’appel unique, le 15. Pour en permettre l’application, des accords seront conclus entre les SAMU régionaux et des sociétés privées d’hélicoptère.
Les secours en mer et en montagne ont posé des problèmes spécifiques en raison de la difficulté des interventions qui nécessitent bien souvent d’effectuer des hélitreuillages en vol stationnaire. De telles interventions ont été réservées à des équipages et des équipes médicales régulièrement entraînés et dotés d’un matériel spécialement étudié,,,.
Dans l’organisation de la sécurité publique, les moyens aériens et tout particulièrement les hélicoptères sont désormais intégrés systématiquement dans tous les plans d’intervention prévus en cas de catastrophe naturelle ou technologique. À titre d’exemple on peut rappeler le drame survenu en Corse au stade de Furiani en 1992 où 9 hélicoptères et des avions C-160 Transall et C-130 Hercules évacuèrent sur les hôpitaux de Bastia et de Marseille près de 300 victimes dans des délais rapides.

### Interventions dans le monde
Les armées engagées dans des opérations extérieures ont évidemment continué à assurer le rapatriement aérien de leurs personnels malades ou blessés. De plus, un élément médical d’intervention rapide (EMIR), destiné à porter secours aux populations à l’occasion de grandes catastrophes n’importe où dans le monde, a été créé en 1964. Cette formation, pourvue de moyens chirurgicaux et de réanimation, était dotée d’avions lourds (Nord 2501 puis C-160 Transall) et d’hélicoptères. L’EMIR intervint lors du séisme péruvien de 1970, en amenant 500 tonnes de matériel sur place et en évacuant 470 personnes sur un hôpital de campagne installé à Anta à 2 700 m d’altitude et plus de 3 000 autres sur la capitale Lima.
Cependant l’engagement de tels moyens militaires en territoire étranger a parfois généré des freins diplomatiques et ce dispositif n’a pas été maintenu.
Le rapatriement de ressortissants français en détresse médicale lors de leurs voyages à l’étranger a été pris en charge par des compagnies d’assurance, la première étant Europ Assistance (1963), bientôt suivie par d’autres : Elvia, France secours, Mondial Assistance, Medic’Air international, etc. Leur organisation s’est construite sur un réseau de correspondants dans les pays de grande destination et sur des accords conclus avec des sociétés susceptibles de fournir des aéronefs tels que des Mystère 20 et Falcon par la société Marcel Dassault ou des avions gros porteurs par les compagnies aériennes comme Air Afrique ou Air France. Pour ces derniers, des aménagements amovibles ont été conçus pour isoler, dans une structure médicalisée, les patients des autres passagers,.
Citons comme exemple deux interventions spectaculaires : en 1978 à la suite de l’explosion d’un camion semi-remorque, le rapatriement par Europe Assistance, de Los Alfaques (Espagne) à Paris, de 39 brulés graves avec 7 avions sanitaires et en 1983 à la suite de l’explosion d’une barge de travail off-shore, le rapatriement par la même compagnie de Pointe-Noire (Congo) à Paris, de 19 brulés graves à bord de deux Mystère 20 et d’un Boeing 737.

## Les progrès technologiques
Avec l’extension de l’aviation sanitaire à l'ensemble de la population ce ne sont plus des hommes jeunes, blessés de guerre, qui sont majoritairement transportés. La population concernée s’est élargie, les pathologies se sont diversifiées, les techniques mises en œuvre ont dû s’adapter. Dans le même temps, l’aviation sanitaire a bénéficié des progrès de l’aéronautique et de la technologie médicale,.

### Contraintes médicales et aéronautiques
Les modalités de transport aérien doivent répondre aux grands principes des urgences traumatologiques : soins précoces au plus près de l'avant. Ce transport s'effectue après une prise en charge secouriste au combat ou en situation, puis une préparation médicale de proximité. Une originalité française est le transport aérien stratégique vers la métropole, y compris individuel, le plus précocement possible.

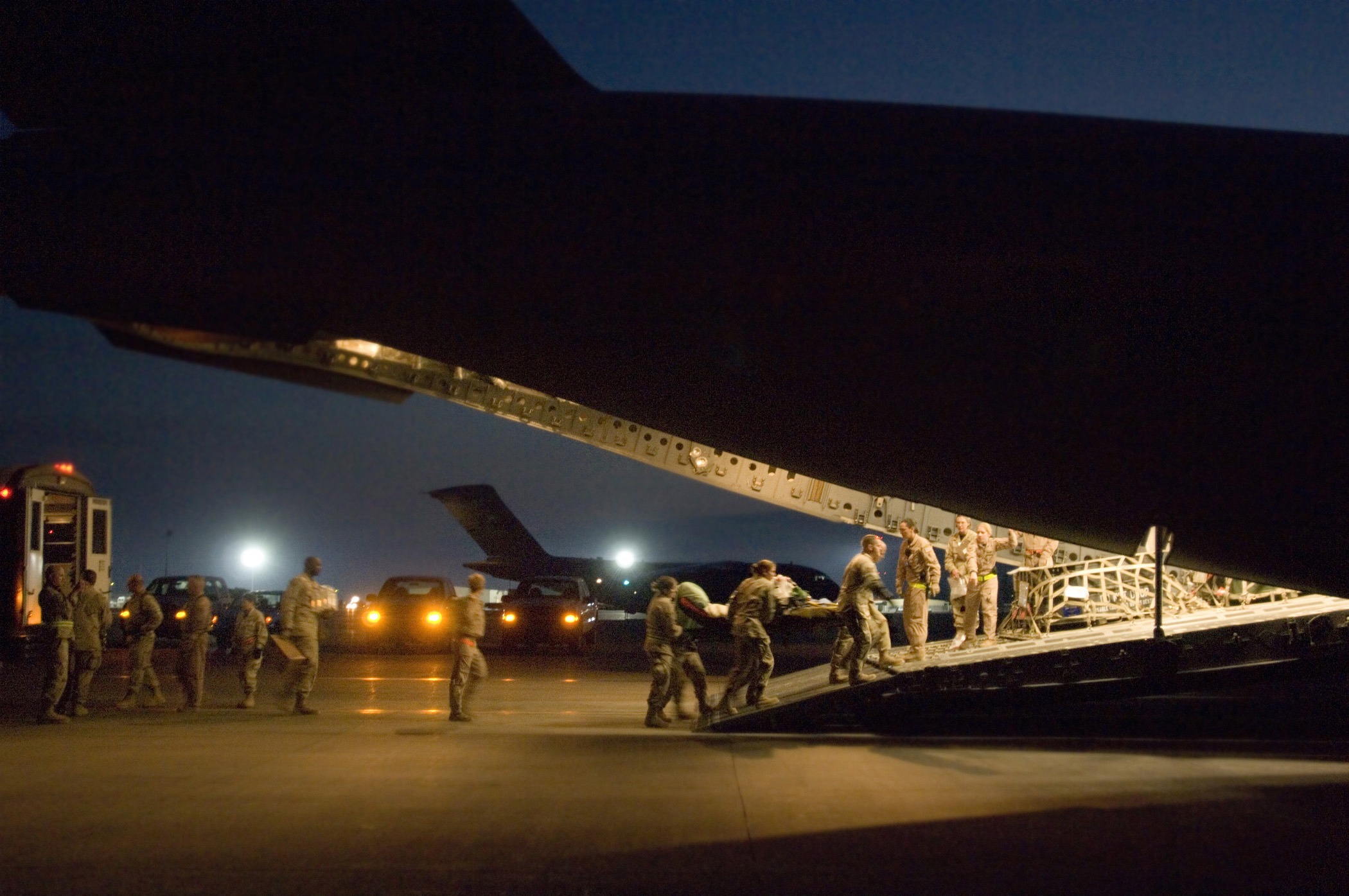
Évacuation d'un blessé grave d'Irak vers l'Allemagne, à bord d'un C-17 Globemaster III en 2007.

Ce transport doit répondre à deux contraintes déterminantes : l'accès à l'énergie électrique durant le vol, et la quantité d'oxygène à embarquer. Le matériel médical doit être défini et proportionné, parant à toutes les éventualités (aggravation du patient, panne aéronautique...). Le matériel électrique est un compromis entre la miniaturisation et sa compatibilité avec le vol (résistance à 9 G, vibrations, interférences électromagnétiques...) tout en étant redondant pour continuer à fonctionner en cas d'une défaillance d'un élément.
Les contraintes aéronautiques peuvent être logistiques (délai de mise en œuvre, aléas diplomatiques – autorisation de survol ou d'atterrissage –). Les phases critiques sont l'embarquement et le débarquement. Les contraintes physiques sont l'hypobarie d'altitude, l'hypoxie, l'ambiance thermohygrométrique, et les vibrations. Les contraintes ergonomiques sont l'exiguïté des zones de travail, et le positionnement des patients selon leur état et la situation de leurs lésions.

### Moyens et mise en œuvre
Dans l'armée française en opération, les évacuations de l'extrême avant sont effectuées par des hélicoptères de type Puma, Caracal ou NH90. Les transports stratégiques individuels ou bi-individuels utilisent des avions à usage gouvernemental Falcon 900 et Falcon 2000LX. Les transports collectifs sont effectués depuis 2020 par des Airbus 330 MRTT.
Les performances et le confort des aéronefs (climatisation, pressurisations, espace disponible, rapidité, autonomie) se sont grandement améliorés réduisant d’autant les contraintes spécifiquement aéronautiques. Les avions qui aujourd'hui sont utilisés pour les évacuations sanitaires sur de longues distances sont tous pressurisés. Ce n’était pas le cas des Dakota et des Nord 2501 de l’Indochine et de l’Algérie. Grâce à la pressurisation, l’altitude de rétablissement de la cabine ne dépasse pas 2,438 mètres, ce qui est parfaitement toléré par les personnes ne souffrant pas d’anémie et permet de limiter l’emploi de l’oxygène pour les autres. Le vol à haute altitude permet aussi d’éviter les turbulences de la basse altitude néfastes au confort des malades et des accompagnants. La climatisation est également assurée et il n’est point nécessaire de s’en soucier.
Ces données sont à nuancer selon l'état des patients, malgré la pressurisation, des blessés déjà atteints de barotraumatisme ou de pneumothorax, ou des polytraumatisés à poumon lésé sont très sensibles, ce qui nécessite d'adapter l'altitude de vol et la pressurisation de la cabine en fonction de la situation médicale et des capacités de l'aéronef.
Les hélicoptères ont constamment évolué vers plus de puissance, de fiabilité, d’autonomie ce qui leur permet d’affronter des conditions météorologiques sévères et de disposer d’une bonne capacité pour emporter des équipes d’intervention avec des matériels performants.
Le problème de la fourniture de l’énergie à bord des avions qui a longtemps constitué une limitation est maintenant résolu. La compatibilité de la plupart des appareils utilisés en réanimation hospitalière (monitoring, assistance respiratoire, circulatoire, aspiration etc.) avec les normes aéronautiques est acquise. L’oxygène utilisé sur les avions gros porteurs en complément de l’oxygène gazeux en bouteille permet d’évacuer simultanément plusieurs patients sur de longues distances. D’autres systèmes d’oxygénation tels que les concentrateurs qui extraient l’oxygène de l’air ambiant offrent une alternative intéressante.
Dans l'armée française, les évacuations collectives se font sur avion ravitailleur équipé du module Morphée du service de santé des armées, Morphée pour MOdule de Réanimation pour Patients à Haute Élongation d'Évacuation » en service depuis 2006. Présenté en kit, il peut être installé en quelques heures dans un avion lourd de l’armée de l’air (C-135-FR remplacé depuis 2020 par l'Airbus A330 MRTT). Ces avions ainsi équipés sont prévus pour le transport, soit de 6 patients en réanimation, soit de douze blessés graves (dont 4 en réanimation), avec une équipe médicale de onze personnes, une douzième place étant disponible pour un renfort médical ou diplomatique,.

### Organisation
La régulation médicale sur théâtre d'opération est assurée par des directeurs médicaux tactiques, et au niveau stratégique par le médecin de l'état-major opérationnel santé, le second traitant les demandes des premiers. Après acceptation, les patients sont classés selon leur degré de gravité (priorité selon délai d'évacuation) et leur niveau de dépendance déterminant le personnel de convoyage, selon la classification de l'OTAN.
Le transport aérien des blessés de guerre est devenu un maillon fondamental de la logistique militaire. C'est un enjeu majeur par les moyens mis en œuvre et le fort impact sur le moral des troupes en opérations extérieures.
La formation des intervenants réservée initialement aux praticiens militaires s’est élargie dans le cadre de la médecine d'urgence. C’est ainsi qu’a été créée la Capacité de médecine d’urgence et, plus récemment en 2004, le diplôme d’études spécialisé complémentaire de médecine d’urgence.

## Aménagements d’aéronefs en version sanitaire

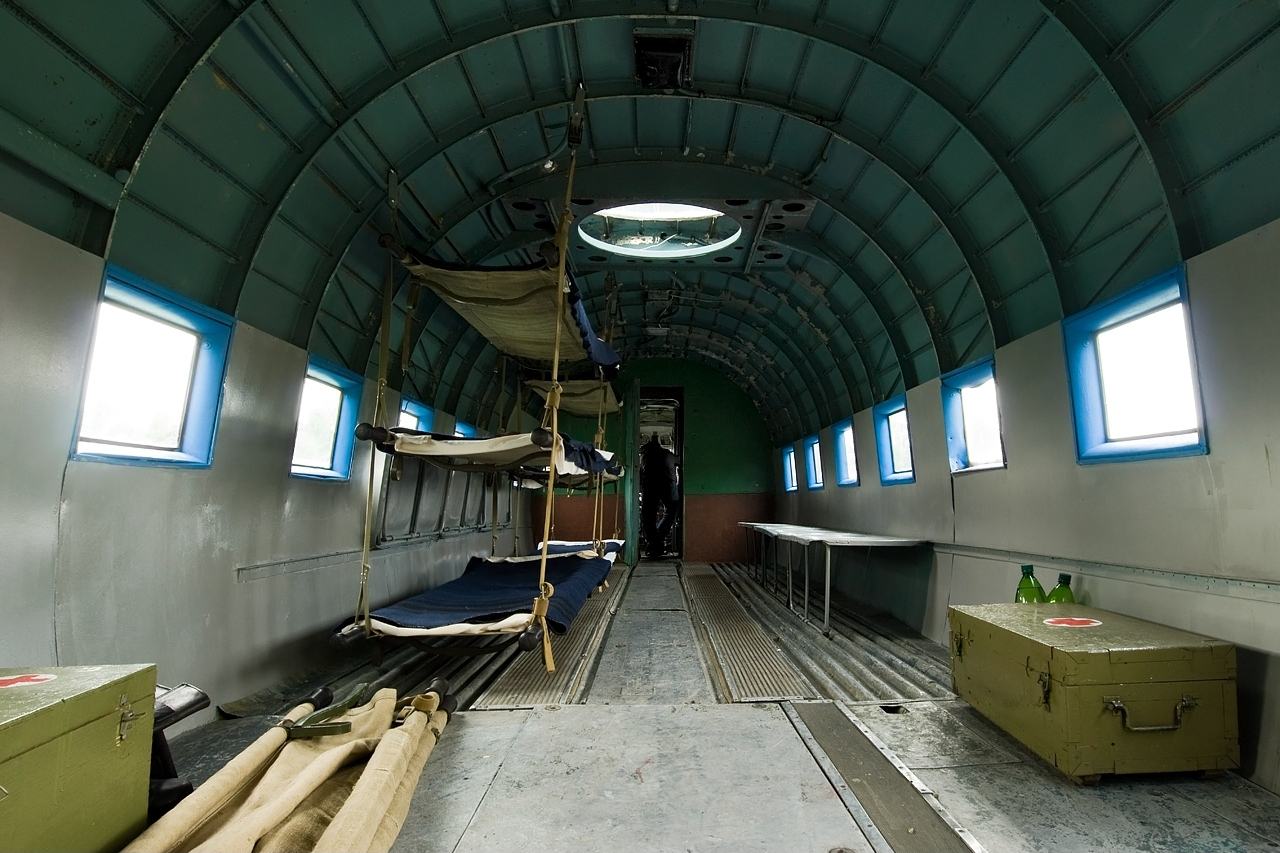
Un Lisunov Li-2 de l’aviation soviétique converti pour le transport sanitaire.

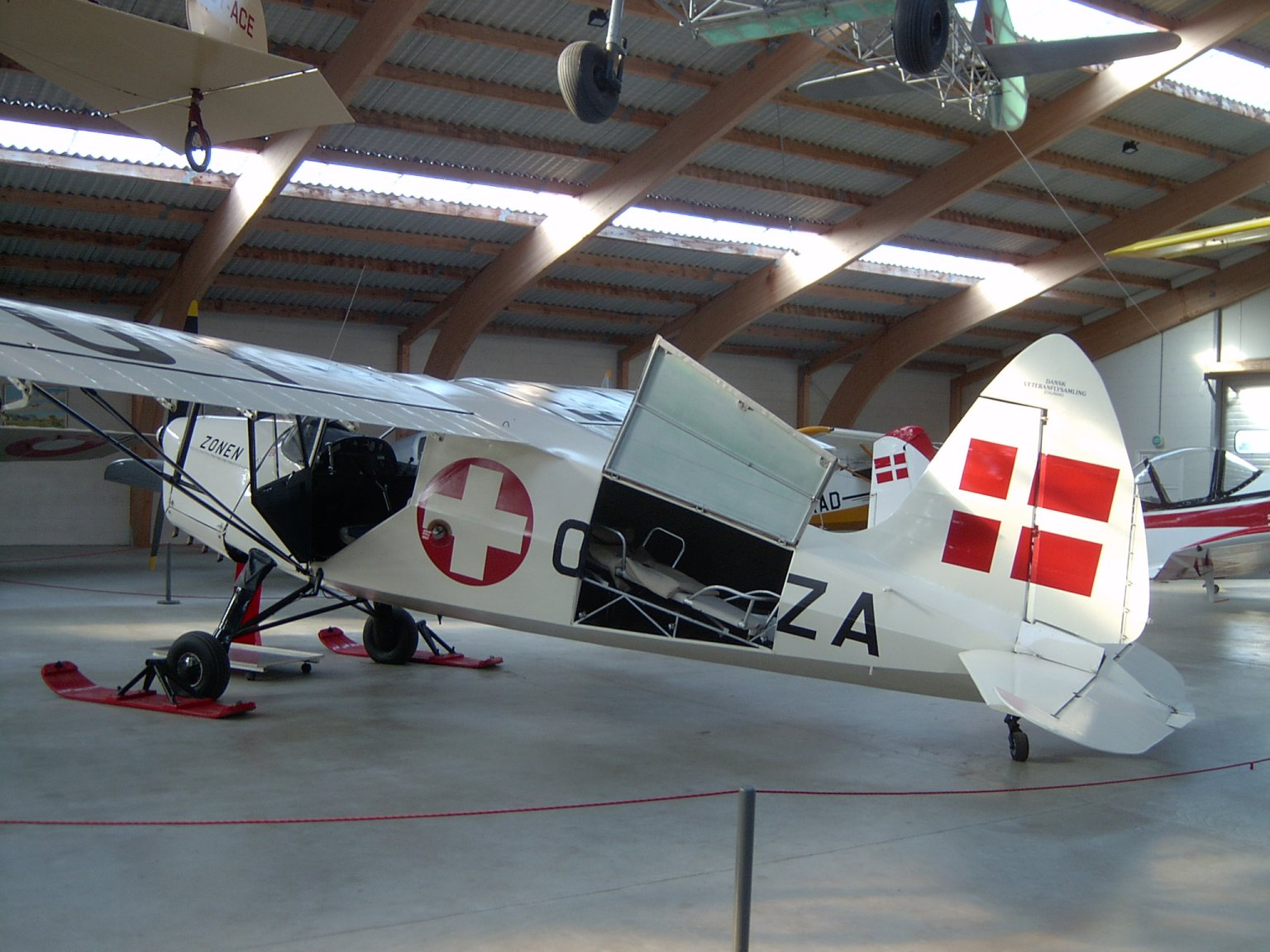
SAI KZ III, construit entre 1946 et 1951, de la Croix-Rouge danoise.

De nombreux appareils ont eu des versions ambulance, en voici quelques-uns :

### Le Dorand AR
Les travaux furent réalisés aux ateliers de réparation de Saint-Cyr par le capitaine Dorand selon la conception de Chassaing.
Ils avaient pour objet d’assurer le transport de deux blessés couchés superposés à bord du Dorand AR.1.
Dans un premier temps, les poids inutiles et les encombrements de la place arrière et du fuselage, armement, appareils photo et radio, furent éliminés.
Les brancards étaient introduits par une large ouverture pratiquée sur le dessus du fuselage en supprimant les traverses supérieures et l’entoilage. Après installation des blessés, cette ouverture était fermée par un couvercle amovible.
Une armature fut mise en place pour soutenir les brancards. Ceux-ci, une fois solidement fixés faisaient office de traverses latérales et contribuaient à rendre sa rigidité au fuselage. La transformation d'un avion coute 600 francs français de l’époque.
L’installation des blessés par le haut était assez compliquée et nécessitait au moins quatre manipulateurs. C’est pourquoi dans les aménagements des avions qui succédèrent au Dorand AR on pratiqua un accès latéral.
Le premier essai a lieu le 23 septembre 1917 à bord d'un prototype et 6 avions furent commandés après la réussite de ceux-ci. Prêt à partir de mars 1918, ils ne servirent cependant pas sur le front de l’Ouest.

### Le BreguetXIVLimousine
La cabine pour passager du Breguet XIV Limousine était placée en avant du poste de pilotage.
Elle était plus spacieuse que celle qui avait été aménagée pour le transport des blessés dans le Breguet XIV A2, située dans la partie arrière du fuselage beaucoup plus étroite.
Les brancards étaient introduits par une ouverture pratiquée sur le côté gauche. Ils étaient superposés. À l’intérieur de la cabine un dispositif de hissage permettait l’installation du brancard supérieur. Le brancard inférieur reposait directement sur le plancher.
Un strapontin permettait d’accueillir un personnel d’accompagnement ou un blessé léger. L’accès se faisait par une porte située sur le côté droit de l’avion.
Des aménagements intérieurs étaient prévus pour ranger les médicaments et le matériel médical (urinal, cuvette, inhalateur d’oxygène. Une tablette facilitait la mise en œuvre des soins éventuels.
Un générateur à hélice fournissait l’électricité. Elle permettait d’assurer l’éclairage, l’utilisation d’un réchaud électrique et le chauffage des couvertures. Cette climatisation était un gros progrès pour assurer le confort des patients.

### Le Piper-Cub
De la version J-5 du Piper Cub fut décliné pour l’United States Navy, vers 1942, une version sanitaire, aménagée pour évacuer les blessés. Construits à cent exemplaires, ils furent dans un premier temps dénommés HE-1 (avant que cette appellation ne soit affectée aux hélicoptères), puis AE-1. Cet aménagement consistait à modifier le fuselage afin de pouvoir y embarquer un blessé sur une civière en soulevant la partie derrière le cockpit. Utilisé par la marine puis le corps des Marines des États-Unis à partir de 1943 aux États-Unis contigus. Il fut retiré du service à la fin de la guerre, remplacé avantageusement par les hélicoptères.
Le Piper Cub standard est un avion d’observation trop petit pour que l’on puise l’utiliser avec le brancard traditionnel. Il fut nécessaire d’en fabriquer un plus étroit, compatible avec la place disponible dans le fuselage. Relativement large au niveau des épaules il se rétrécissait en allant vers les pieds.
Pour la mise en place dans l’avion, un système de trépieds enjambant le siège de l’observateur fut installé pour supporter le brancard du côté céphalique.
Le brancard était muni d’une roulette du côté des pieds qui permettait de le guider grâce à un rail s’appuyant sur la tablette fixée derrière le siège de l’observateur.
Ce brancard est exposé dans le musée du service de santé des armées au Val-de-Grâce.

### Le Convair C-131 Samaritan

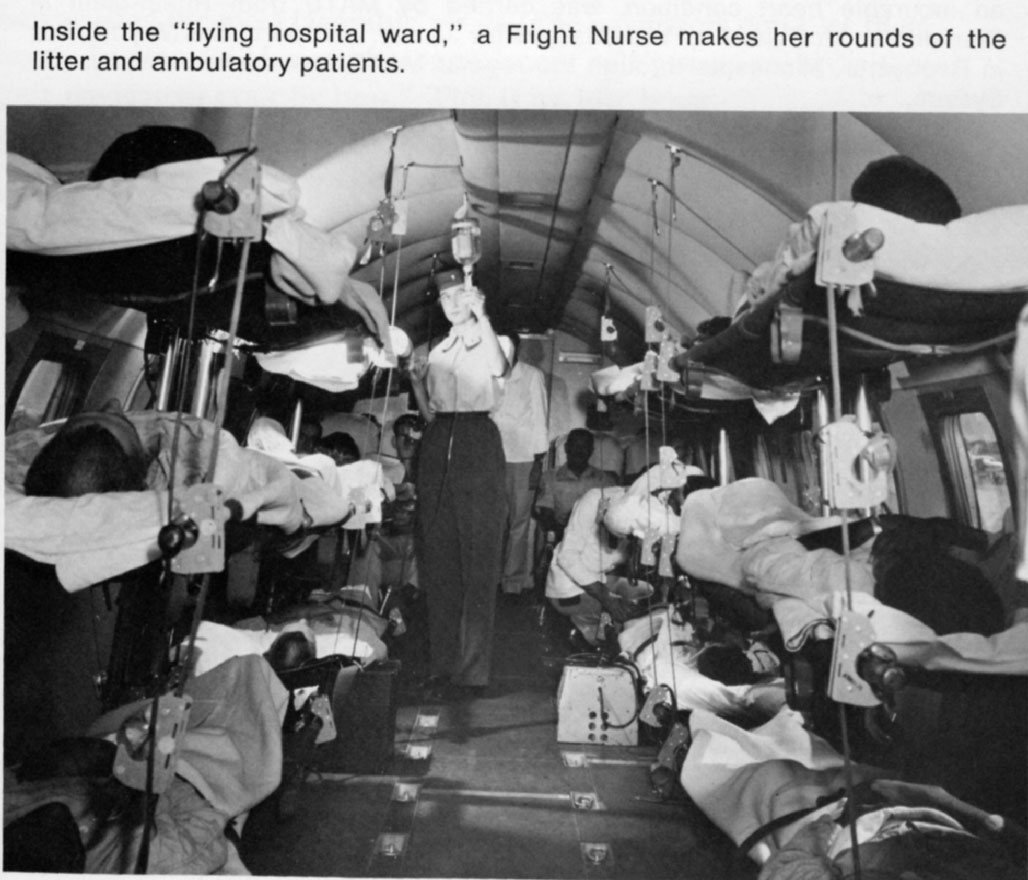
Intérieur d'un C-131 transportant des blessés.

L’US Air Force ayant besoin d’un appareil d’évacuations médicales et de transport de blessés, Convair modifia son bimoteur commercial CV-240, déjà commandé par l'armée américaine comme avion d'entrainement sous la désignation Convair T-29, pour y adapter une porte cargo à gauche du fuselage, en arrière de la voilure, facilitant le chargement des civières. La porte passagers classique et l’escalier intégral étaient reportés à droite. Le Samaritan pouvait emporter 27 civières ou 37 passagers assis. Souvent désignés de façon non officielle MC-131A, 31 C-131A furent commandés (52-5781/5811, c/n 53.1/31), les cinq derniers étant finalement transformés en T-29D (52-5807/5811, c/n 53.27/31). Le premier exemplaire prit l’air le 28 juillet 1954 et fut livré quelques mois plus tard à l’USAF. Ces appareils furent rebaptisés C-131A(M) en 1962 et, à l’exception des 52-5797, 5803 & 5804, transférés aux Garde-Côtes américains comme HC-131A dans les années 1970.